# Завитинск
Завити́нск — город (с 1954) в Амурской области России, административный центр Завитинского района (муниципального округа) и городского поселения «Город Завитинск».

## География
Расположен в междуречье рек Завито́й и Буре́и (притоки Амура), в 162 км от Благовещенска, в 35 км от Райчихинска, железнодорожный узел (станция Завитая).

## Планировка города
Планировка этого города прямоугольная. Застройка очень плотная. Город формально делится на две части, центральная часть (состоящая из центра, где сооружены преимущественно 2- и 5-этажные дома, частного сектора с преимущественно деревянными домами и железнодорожного района с кирпичными 5-этажными домами 1990-х годов постройки). Район, расположенный за железнодорожными путями, носящий название «Залиния», полностью состоит из частного сектора. В настоящее время строительство новых объектов не ведётся. Численность населения падает.

## История
- 1906 — основание поселения Завитая
- 1912 — через село прошла железнодорожная магистраль
- 1914 — открыта станция Завитая
- 1936 — присвоение статуса посёлка городского типа
- 1954 — присвоение статуса города и наименования «Завитинск»
- 1981-авиакатастрофа АН-24РВ и ТУ-16К над Завитинском
- 2005 — в соответствии с Законом Амурской области от 10 ноября 2005 года № 88-ОЗ[2] город Завитинск и Новоалексеевский и Червоноармейский сельсоветы объединены в городское поселение «Город Завитинск».

## Экономика
Градообразующее предприятие — грузопассажирская железнодорожная станция «Завитая», код станции ЕСР 955603.
В советские годы в городе дислоцировались 27-я окружная учебная дивизия (общевойсковая). На северо-восточной окраине города расположен военный аэродром «Завитинск» (индекс XHBC / ЬХБЦ), на котором размещались два авиационных полка. В настоящее время военных в городе практически нет.

## География и климат
Климат резко континентальный. Местность в окрестностях города открытая, равнинная со слабо волнистой поверхностью с пологими скатами. Реки и ручьи незначительны. Самая большая из них река Меркушевка.
- Среднегодовая температура воздуха — −0,1 °C
- Относительная влажность воздуха — 70,1 %
- Средняя скорость ветра — 1,6 м/с

| Среднесуточная температура воздуха в Завитинске по данным NASA | Среднесуточная температура воздуха в Завитинске по данным NASA | Среднесуточная температура воздуха в Завитинске по данным NASA | Среднесуточная температура воздуха в Завитинске по данным NASA | Среднесуточная температура воздуха в Завитинске по данным NASA | Среднесуточная температура воздуха в Завитинске по данным NASA | Среднесуточная температура воздуха в Завитинске по данным NASA | Среднесуточная температура воздуха в Завитинске по данным NASA | Среднесуточная температура воздуха в Завитинске по данным NASA | Среднесуточная температура воздуха в Завитинске по данным NASA | Среднесуточная температура воздуха в Завитинске по данным NASA | Среднесуточная температура воздуха в Завитинске по данным NASA | Среднесуточная температура воздуха в Завитинске по данным NASA |
| Янв                                                            | Фев                                                            | Мар                                                            | Апр                                                            | Май                                                            | Июн                                                            | Июл                                                            | Авг                                                            | Сен                                                            | Окт                                                            | Ноя                                                            | Дек                                                            | Год                                                            |
| −24,3 °C                                                       | −18,6 °C                                                       | −8,8 °C                                                        | 3,4 °C                                                         | 11,4 °C                                                        | 17,9 °C                                                        | 20,4 °C                                                        | 18,4 °C                                                        | 11,5 °C                                                        | 1,5 °C                                                         | −12,2 °C                                                       | −22,5 °C                                                       | −0,1 °C                                                        |
| -------------------------------------------------------------- | -------------------------------------------------------------- | -------------------------------------------------------------- | -------------------------------------------------------------- | -------------------------------------------------------------- | -------------------------------------------------------------- | -------------------------------------------------------------- | -------------------------------------------------------------- | -------------------------------------------------------------- | -------------------------------------------------------------- | -------------------------------------------------------------- | -------------------------------------------------------------- | -------------------------------------------------------------- |

## Население
| 1939    | 1959    | 1967    | 1970    | 1979    | 1989    | 1992    | 1996    | 1998    |
| ------- | ------- | ------- | ------- | ------- | ------- | ------- | ------- | ------- |
| 11 738  | ↗16 025 | ↗19 000 | ↗19 009 | ↘17 475 | ↗21 838 | ↗22 300 | ↘21 700 | ↘20 700 |
| 2000    | 2001    | 2002    | 2003    | 2005    | 2006    | 2007    | 2008    | 2009    |
| ↘19 300 | ↘19 100 | ↘14 248 | ↘14 200 | ↘13 400 | →13 400 | ↘13 200 | ↘13 000 | ↘12 849 |
| 2010    | 2011    | 2012    | 2013    | 2014    | 2015    | 2016    | 2017    | 2018    |
| ↘11 481 | ↘11 439 | ↘11 285 | ↘11 122 | ↘10 952 | ↘10 876 | ↘10 830 | ↘10 743 | ↘10 721 |
| 2020    | 2021    | 2023    |         |         |         |         |         |         |
| ↘10 215 | ↘9615   | ↘9253   |         |         |         |         |         |         |

На 1 января 2025 года по численности населения город находился на 948-м месте из 1124 городов Российской Федерации.

## Транспорт
В 6 км северо-восточнее Завитинска проходит федеральная автомагистраль Чита — Хабаровск.
От станции Завитая к левому берегу Амура (село Поярково Михайловского района) идёт неэлектрифицированная железнодорожная линия.

## Образование
На территории Завитинского муниципального округа функционируют 8 общеобразовательных учреждений и 4 дошкольных образовательных учреждения

## Общеобразовательные учреждения
| Учреждение                                                   | Руководитель                    | Контактная информация |
| МБОУ СОШ № 1 г.Завитинска                                    | Назаренко Елена Николаевна      | Амурская область, г. Завитинкск, ул.Кооперативная, 104 Тел: 8(41636)21-2-04 https://zvtsosh1.obramur.ru/                                                  |
| МБОУ СОШ № 3 г.Завитинска                                    | Годун Зоя Ивановна              | Амурская область, г. Завитинкск, ул.Комсомольская, 97 Тел: 8(41636)21-4-11 https://zvtsosh3.obramur.ru/                                                   |
| МБОУ СОШ № 5 г.Завитинска                                    | Кочергина Наталия Викторовна    | Амурская область, г. Завитинск, ул.Линейная, 6 "В" Тел: 8(41636)23-5-02 https://zvtsosh5.obramur.ru/                                                      |
| МБОУ СОШ с.Антоновка                                         | Ширяева Эльвира Сергеевна       | Амурская область, с. Антоновка, ул.Школьная, 18 Тел: 8(41636)42-4-15 https://zvtank.obramur.ru/                                                           |
| МБОУ СОШ с. Болдыревка                                       | Татаркина Алена Сергеевна       | Амурская область, с. Болдыревка, ул. Октябрьская, 31 "В" Тел: 8(41636)31-1-19 https://zvtbdk.obramur.ru/                                                  |
| МБОУ СОШ с.Иннокентьевка                                     | Макаренко Виктория Владимировна | Амурская область, с. Иннокентьевка, ул. Центральная, 1 Тел: 8(41636)33-5-22 https://zvtink.obramur.ru                                                     |
| МБОУ СОШ с.Куприяновка                                       | Сверщук Светлана Леонидовна     | Амурская область, с. Куприяновка, ул. Комсомольская, 23 Тел: 8(41636)32-1-43 https://zvtkrk.obramur.ru                                                    |
| МБОУ СОШ с.Успеновка Албазинский филиал МБОУ СОШ с.Успеновка | Судич Елена Геннадьевна         | Амурская область, с. Успеновка, ул. Центральная, 46 Тел: 8(41636)34-2-81 https://zvtupk.obramur.ru/ с. Албазинка, ул. Центральная, 8 Тел: 8(41636)44-5-54 |

## Спорт
В 2007 году проведена областная сельская спартакиада. В связи с этим построен новый стадион «Факел».